# إليزابيث ريزر
إلزابيث ريزر  (بالإنجليزية: Elizabeth Reaser) ممثلة أمريكية ولدت (15 يونيو 1975 ) أعمالها تضمنت أدواراً رئيسية وثانوية في سلسلة أفلام الشفق بدور إيزمي كولن وفي فلم The Family Stone, وفي مسلسلات كغريز أناتومي و saved .

## وصلات خارجية
- إليزابيث ريزر على موقع IMDb (الإنجليزية)
- إليزابيث ريزر على موقع روتن توميتوز (الإنجليزية)
- إليزابيث ريزر على موقع ألو سيني (الفرنسية)
- إليزابيث ريزر على موقع أول موفي (الإنجليزية)
- إليزابيث ريزر على موقع قاعدة بيانات الأفلام السويدية (السويدية)
- إليزابيث ريزر على موقع إن إن دي بي (الإنجليزية)
- إليزابيث ريزر على موقع قاعدة بيانات الفيلم (الإنجليزية)
- إليزابيث ريزر على موقع كينوبويسك (الروسية)